# Lijst van voetbalinterlands Cambodja - Saoedi-Arabië (vrouwen)
Deze lijst van voetbalinterlands is een overzicht van alle officiële voetbalinterlands tussen de nationale vrouwenteams van Cambodja en Saoedi-Arabië. De landen hebben tot nu toe één keer tegen elkaar gespeeld. 

## Wedstrijden
| № | Plaats     | Datum       | Competitie                                | Wedstrijd                | Uitslag |
| - | ---------- | ----------- | ----------------------------------------- | ------------------------ | ------- |
| 1 | Phnom Penh | 5 juli 2025 | Aziatisch kampioenschap 2026 kwalificatie | Cambodja − Saoedi-Arabië | 2 − 1   |

## Samenvatting
| Competitie                           | Totaal gespeeld | Winst Cambodja | Gelijk | Winst Saoedi-Arabië | Doelsaldo Cambodja – Saoedi-Arabië |
| ------------------------------------ | --------------- | -------------- | ------ | ------------------- | ---------------------------------- |
| Aziatisch kampioenschap kwalificatie | 1               | 1              | 0      | 0                   | 2 − 1                              |
| Totaal                               | 1               | 1              | 0      | 0                   | 2 − 1                              |